# Hohenburgermühle
Hohenburgermühle ist ein Wohnplatz im Gemeindeteil Fronhofen von Bissingen im schwäbischen Landkreis Dillingen an der Donau in Bayern. Die Einöde liegt unterhalb der Ruine der Burg Hohenburg und ist ein geschütztes Baudenkmal.

## Geschichte
Die Mühle wurde erstmals 1455 genannt, sie gehörte zur Herrschaft Hohenburg-Bissingen. Der Gebäudekomplex besteht aus einer U-förmigen Anlage mit Wohnhaus, Mahlmühle und Sägemühle. Die Mühle wurde 1890 errichtet und das Wohnhaus 1921 aufgestockt. Die technische Ausstattung der stillgelegten Mühle ist heute noch vorhanden. Die Mahlmühle wurde 1966 und die Sägemühle 1968 stillgelegt. Die Hohenburger Mühle steht unter Denkmalschutz.